# Пуше, Феликс Архимед
Феликс Архимед Пуше (26 августа 1800, Руан — 6 декабря 1872, там же) — французский врач и натуралист; главный научный противник Луи Пастера и сторонник теории самозарождения жизни.

## Биография
Получил высшее образование в области медицины и ботаники, имел звание хирурга в Руане, с определённого времени занимался также зоологией. Состоял с 1828 года — директором естественноисторического музея; 20 июля 1834 года его усилиями музей стал публичным, что для того времени было редкостью. Начиная с 1832 года опубликовал целый ряд зоологических и ботанических сочинений (как ботаник специализировался в основном на паслёновых). В 1838 году стал профессором медицинской школы Руана.
Особенной известностью пользовались его исследования по оплодотворению: «Théorie positive de la fécondation des mammifères, basée sur l’observation de toute la série animale» (1842) и «Théorie positive de l’ovulation spontanée et de la fécondation des mammifères et de l’espèce humaine etc.» (1847), за которое он удостоился от французской академии наук большой физиологической премии в 10 тысяч франков. Вёл продолжительную полемику с Пастером по вопросу о самопроизвольном зарождении и несмотря на то, что фактически потерпел поражение ещё при жизни, до последнего дня продолжал отстаивать свои взгляды. Одним из его последних крупных сочинений было «L’univers. Les infiniment grands et les infiniment petits» (1865). В 1877 году ему был установлен памятник в Руане.